# Atomare Masseneinheit
Die atomare Masseneinheit (Einheitenzeichen: u für unified atomic mass unit) ist eine Maßeinheit der Masse. Ein alternativer Name ist Dalton (Einheitenzeichen: Da), benannt nach dem englischen Naturforscher John Dalton. Sie wird vor allem in der Physik und (Bio-)Chemie für die Angabe von Atom- und Molekülmassen verwendet.
Ihr Wert ist auf 1⁄12 der Masse eines Atoms des Kohlenstoff-Isotops 12C festgelegt. Die so gewählte Einheit entspricht etwa der Masse eines Protons oder Neutrons abzüglich der typischen Bindungsenergie in der Kernphysik. Sie hat die praktische Eigenschaft, dass alle bekannten Kern- bzw. Atommassen nahezu ganzzahlige Vielfache von u sind, entsprechend der Massenzahl (Anzahl der Nukleonen im Kern).
Außerdem hat die relative Atom- oder Molekülmasse in der Einheit u (bzw. Da) den gleichen Zahlenwert wie die molare Masse dieses Stoffs in g/mol. Die relative Molekülmasse großer Moleküle wie der Proteine, der DNS und anderer Biomoleküle wird oft in Kilodalton charakterisiert, da es zahlenmäßig keine Unterschiede zur Angabe in kg/mol gibt.
Die atomare Masseneinheit bzw. das Dalton ist zum Gebrauch mit dem Internationalen Einheitensystem (SI) zugelassen. In der EU und der Schweiz ist sie eine gesetzliche Maßeinheit, allerdings nur unter dem Namen „Atomare Masseneinheit“. Der Name „Dalton“ ist vor allem in der Biochemie und generell in den USA gebräuchlich.

## Definition

### Heutige Definition
Die atomare Masseneinheit ist definiert als ein Zwölftel der Atommasse eines isolierten Atoms des Kohlenstoff-Isotops 12C im Grundzustand. Der aktuell empfohlene Wert ist
{\displaystyle 1\,\mathrm {u} =1{,}660\,539\,068\,92(52)\cdot 10^{-27}\,\mathrm {kg} }  bzw. wegen der Masse-Energie-Äquivalenz
{\displaystyle 1\,\mathrm {u} =931{,}494\,103\,72(29)\,\mathrm {MeV} /\mathrm {c} ^{2}}.
Die Umrechnung in die SI-Einheit Kilogramm ergibt
{\displaystyle 1\,\mathrm {kg} =6{,}022\,140\,7537(18)\cdot 10^{26}\,\mathrm {u} } bzw.
{\displaystyle 1\;\;\,\mathrm {g} =6{,}022\,140\,7537(18)\cdot 10^{23}\,\mathrm {u} }.
Ausgedrückt mit wenig gebräuchlichen SI-Präfixen ist 1 u etwa 1,66 yg (Yoktogramm) bzw. 1 kg etwa 602 Yu (Yotta-u).
Die Masse eines isolierten Kohlenstoff-12-Atoms (12C) ergibt sich hauptsächlich aus der Masse der Nukleonen im Kern. Diese sind untereinander annähernd gleich schwer. Das Verhältnis zwischen Neutronen und Protonen sowie die Bindungsenergie pro Nukleon ist insbesondere für schwerere Kerne ähnlich. Daher ist die Einheit u näherungsweise gleich der der Masse der einzelnen Nukleonen, und der Zahlenwert der Masse eines Atoms in u ist näherungsweise gleich der Anzahl der Nukleonen in seinem Kern (Massenzahl).

### Beziehung zur molaren Masse
Bis zur Neudefinition der SI-Einheiten im Jahr 2019 war das Mol als die Stoffmenge definiert, die aus ebenso vielen Einzelteilchen besteht, wie Atome in 12 g Kohlenstoff 12C enthalten sind. Die atomare Masseneinheit und das Mol waren also über dasselbe Atom 12C definiert. Dadurch ergab sich für die Masse eines Teilchens in u und dessen molare Masse in g/mol exakt der gleiche Zahlenwert. Oder anders ausgedrückt: {\displaystyle 1\;\mathrm {u} \cdot N_{\mathrm {A} }=1\;\mathrm {g/mol} }. Die Avogadro-Konstante NA, also die Anzahl Teilchen pro Mol, musste nach dieser Definition experimentell bestimmt werden und war mit einer Messunsicherheit behaftet.
Seit 2019 ist NA nicht mehr über die Masse des 12C-Atoms bestimmt, sondern per Definition exakt festgelegt. Daher haben die Masse eines Teilchens in u und die molare Masse in g nicht mehr exakt denselben Zahlenwert. Die Abweichung muss experimentell bestimmt werden, ist aber extrem klein und in der Praxis meist irrelevant:
{\displaystyle M_{\text{u}}=1\,{\text{u}}\cdot N_{\text{A}}=1{,}000\,000\,001\,05(31)\,{\text{g}}/{\text{mol}}}.

### Frühere Definitionen
John Dalton veröffentlichte 1803 eine erste Liste von Atommassen (bzw. Massen von Molekülen – das Konzept der Moleküle war noch nicht entwickelt). Dass Materie überhaupt aus kleinsten Teilchen (Atomen) besteht, wurde freilich erst Jahrzehnte später allgemein akzeptiert. Dalton gab die Massen relativ zum Wasserstoff(-molekül) an, denn er hatte keine Möglichkeit, die absoluten Massen zu bestimmen, und schuf damit eine Massenskala auf atomarer Ebene. Aus technischen Gründen wurde später das Sauerstoff-Atom als Referenz gewählt. Zunächst war der Umrechnungsfaktor zu makroskopischen Masseneinheiten (z. B. Gramm) unbekannt. Erst 1865 konnte Josef Loschmidt erstmals die Teilchenzahl in Gasen größenordnungsmäßig ermitteln (auf einen Faktor ≈2 genau), woraus sich eine Umrechnung gab.
Bis 1960 war die atomare Masseneinheit als ein Sechzehntel der Masse eines Sauerstoff-Atoms definiert. Dabei bezogen sich die Chemiker auf die durchschnittliche Masse eines Atoms in der natürlich vorkommenden Isotopenzusammensetzung aus 16O, 17O und 18O, die Physiker aber auf die Masse des Atoms 16O, das mit 99,76 % das bei weitem häufigste Isotop ist. Die Einheit wurde in beiden Fällen amu (Atomic Mass Unit) genannt.
Die Differenz zwischen der „chemischen“ Definition  und der „physikalischen“ Definition (+2,8 ⸱ 10−4) war Anlass, eine vereinheitlichte Definition einzuführen. Über die Verhandlungen in den zuständigen Gremien wird anekdotisch berichtet, dass die Chemiker zunächst nicht bereit gewesen seien, auf die Definition der Physiker mit 16O einzuschwenken, da dies „erhebliche Verluste“ beim Verkauf von chemischen Substanzen zur Folge gehabt hätte. Schließlich überzeugten die Physiker die Chemiker mit dem Vorschlag, 12C als Basis zu nehmen, wodurch der Unterschied zur „chemischen“ Definition nicht nur viel geringer war (−3,7 ⸱ 10−5), sondern auch in die „richtige Richtung“ ging und sich positiv auf die Verkaufserlöse auswirken würde.
Zwischen dem neuen und den beiden veralteten Werten der Einheit gilt die Beziehung
{\displaystyle \mathrm {\underbrace {\;1\;u\;} _{seit\,1961}=\;\underbrace {1{,}000\,318\;am\;\!\!u} _{bis\,1960,\,physikalisch}\;=\;\underbrace {1{,}000\,037\;am\;\!\!u} _{bis\,1960,\,chemisch}} }
Die Neudefinition war zunächst eine Vereinbarung zwischen der IUPAP und der IUPAC und wurde 1970 in die erste Auflage der SI-Broschüre als „Einheit zum Gebrauch mit dem SI“ übernommen. Im Jahr 1971 wurde das Mol, das ebenfalls auf dem 12C-Atom beruhte, ins SI übernommen.

## Verwendung

### Fachgebiete
Die Maßeinheit wird vor allem in der Atomphysik und (Bio-)Chemie verwendet – generell überall dort, wo es um Massen von Atomen und Molekülen geht. Der Vorteil ist, dass dabei „handliche“ Zahlen auftreten, die zudem mit der molaren Masse in Gramm übereinstimmen. In Darstellungen des Periodensystems der Elemente ist die atomare Masse meistens in dieser Einheit angegeben.
Bei sehr präzisen Angaben kommt hinzu, dass Massen im mikroskopischen Bereich in der atomaren Masseneinheit oft präziser als in der SI-Masseneinheit Kilogramm angegeben werden können, da die Referenzmasse (12C-Atom) ebenfalls mikroskopisch ist. So ist die Masse des Protons und des Elektrons in u um etwa eine Größenordnung genauer bekannt als in Kilogramm (bzw. MeV/c2).

### Wahl der Bezeichnung
In der Broschüre des Internationalen Büros für Maß und Gewicht („SI-Broschüre“) ist die atomare Masseneinheit in der Liste der „zur Verwendung mit dem SI zugelassene Nicht-SI-Einheiten“ aufgeführt. In der 8. Auflage (2006) wurde der Einheitenname „Dalton“ erstmals hinzugefügt, gleichrangig als Synonym zum u. Die 9. Auflage (2019) nennt nur das Dalton und weist in einer Fußnote darauf hin, dass die „Atomare Masseneinheit (u)“ eine alternative Bezeichnung für dieselbe Einheit ist. In den gesetzlichen Regelungen der EU-Richtlinie 80/181/EWG für die Staaten der EU und im Bundesgesetz über das Messwesen in der Schweiz ist der Ausdruck „Dalton“ nicht genannt. In physikalischen Publikationen wird meist u verwendet, in Publikationen der Chemie und Biochemie Da.

### Präfixe
Sowohl für die atomare Masseneinheit als auch für das Dalton ist die Verwendung von Vorsätzen für dezimale Vielfache und Teile zulässig. Gebräuchlich sind das Kilodalton, 1 kDa = 1000 Da sowie das Megadalton, 1 MDa = 1.000.000 Da.

### Beispiele
- Ein Wasserstoffatom des Isotops 1H hat die Masse 1.0078250 u.
- Ein Kohlenstoffatom des Isotops 12C hat definitionsgemäß die Masse 12 u.
- Ein Molekül des Wirkstoffes Acetylsalicylsäure (Aspirin) hat eine Masse von 180,16 u.
- Ein Uranatom des Isotops {\displaystyle \mathrm {{}_{\ 92}^{238}U} } hat eine Masse von 238,051 u.
- Ein Molekül des kleinen Peptidhormons Insulin hat eine Masse von 5808 Da.
- Ein Molekül des Proteins Aktin (eines der häufigsten Proteine in Eukaryoten) hat eine Masse von ungefähr 42 kDa.